# Haematopota aliena
Haematopota aliena är en tvåvingeart som beskrevs av H. Oldroyd 1952. Haematopota aliena ingår i släktet Haematopota och familjen bromsar.
Artens utbredningsområde är Kongo. Inga underarter finns listade i Catalogue of Life.